# Guma Basher
Guma Babiker Adam Bashir (ur. 1 stycznia 1995) – sudański zapaśnik walczący w stylu wolnym. Zajął 31. miejsce na mistrzostwach świata w 2018. Trzynasty na igrzyskach afrykańskich w 2019. Brązowy medalista mistrzostw Afryki w 2018. Drugi na mistrzostwach arabskich w 2018 i 2019 roku.